# Вілкул Олександр Юрійович
Олекса́ндр Ю́рійович Ві́лкул (24 травня 1974 , Кривий Ріг, Дніпропетровська область ) — український політик, керівник партії «Блоку Вілкула». Голова Ради оборони Кривого Рогу.
Народний депутат України V та VI скликань від Партії регіонів, VIII скликання (Опозиційний блок). Голова Дніпропетровської ОДА (2010—2012), віцепрем'єр міністр України (2012—2014) в уряді Миколи Азарова. Кандидат в президенти на президентських виборах 2019. У минулому — член Партії регіонів та Опозиційного блоку.
Син Юрія Вілкула, секретаря Криворізької міської ради, який тимчасово здійснює повноваження Криворізького міського голови.

## Життєпис
Народився 24 травня 1974 року в Кривому Розі, в родині Юрія Вілкула. Закінчив місцевий Центрально-міський ліцей і Криворізький технічний університет (1991—1996), здобув диплом гірничого інженера за фахом «Відкриті гірничі роботи». В цьому ж виші закінчив і аспірантуру.
У 1991—1996 роках як студент Криворізький технічний університет проходив виробничу практику помічником машиніста екскаватора ВАТ «Південний гірничо-збагачувальний комбінат», у 1997—1998 роках— начальник комерційно-фінансового управління, у 1998—2001 роках— заступник генерального директора з комерційно-фінансових питань ВАТ «Південний гірничо-збагачувальний комбінат».
У 2001—2002 роках працював заступником президента з економіки та зовнішньоекономічних зв'язків ГО «Академія гірничих наук України». З 2002 по 2003 роки — заступник голови правління з комерційних питань ВАТ «Південний гірничо-збагачувальний комбінат». З жовтня 2003 — в.о. голови правління, генеральний директор ВАТ «Центральний гірничо-збагачувальний комбінат». 2004—2006 — генеральний директор ВАТ «Північний гірничо-збагачувальний комбінат»; генеральний директор (за сумісництвом) ВАТ «Центральний гірничо-збагачувальний комбінат» (обидва входять до Метінвест Холдинг, контрольований компанією олігарха Ріната Ахметова СКМ). З 2006 — почесний директор гірничорудного дивізіону ВАТ «Метінвест Холдинг».
З листопада 2005 — голова Криворізької міської організації Партії регіонів. 2006—2007 — Народний депутат України V скл. від Партії регіонів, № 59 в списку. На час виборів: генеральний директор ВАТ «Північний гірничо-збагачувальний комбінат», член Партії регіонів. Член фракції Партії регіонів (з травня 2006). Заступник голови Комітету з питань промислової i регуляторної політики та підприємництва (з липня 2006). 2007—2010 — Народний депутат України VI скл. від Партії регіонів, № 76 в списку. На час виборів: народний депутат України, член Партії регіонів. Член фракції Партії регіонів (з листопада 2007). Заступник голови Комітету з питань промислової і регуляторної політики та підприємництва (з грудня 2007). Склав депутатські повноваження 16 квітня 2010.
18 березня 2010 — 24 грудня 2012 — голова Дніпропетровської ОДА.
24 грудня 2012 — 28 січня 2014 — віце-прем'єр-міністр України.
З 28 січня 2014 — виконувач обов'язків віце-прем'єр-міністра України.
Нардепутат України VIII скл. з 27 листопада 2014 року від партії «Опозиційний блок» (№ 2). Член Комітету ВРУ з питань європейської інтеграції. Як депутат, принципово відмовлявся виступати українською мовою, завжди спілкуючись виключно російською.
У вересні 2015 — висунутий від «Опозиційного блоку» кандидатом у мери Дніпра. У першому турі здобув 37,94 %, у другому — 44,92 % голосів, поступившись Борису Філатову.
Восени 2018 року ГПУ намагалася зняти з Вілкула депутатську недоторканість через звинувачення у махінаціях з землею.
2019 року планував брати брав участь у виборах президента. Проросійський політик Євген Мураєв зняв свою кандидатуру на користь Вілкула, також політики оголосили про об'єднання проросійських партій «Наші» з «Опозиційним блоком».
20 січня 2019 року Опозиційний блок висунув Вілкула кандидатом у Президенти України, де він здобув 4,15 % (764 274 голосів виборців), посівши 8-ме місце.
2020 року балотувався на посаду міського голови Дніпра від партії Блок Вілкула — Українська Перспектива, у першому турі здобув 12,95 % голосів, зайняв третє місце.
З 26 лютого 2022 є керівником військової адміністрації Кривого Рогу.
Громадськість міста порушила питання статусу військової адміністрації Кривого Рогу та Ради оборони міста, які очолює Вілкул; місцевий депутат звернувся до суду із оскарженням створення військової адміністрації та призначення її керівника.

## Критика
Щонайменше до 2012 року підтримував дружні зв'язки з проросійським і пропутінським активістом Олександром Залдостановим («Хірург»), тодішнім керівником байк-клубу «Нічні вовки». Вілкул неодноразово запрошував байкерів до Дніпра.
Також мав тісні зв'язки з проросійським колаборантом Олегом Царьовим, так званим, «спікером парламенту» «Новоросії», який після початку повномасштабного вторгнення втік до Росії. З 2014 року, після початку російсько-української війни Вілкул не згадує попередніх зв'язків із Царьовим.

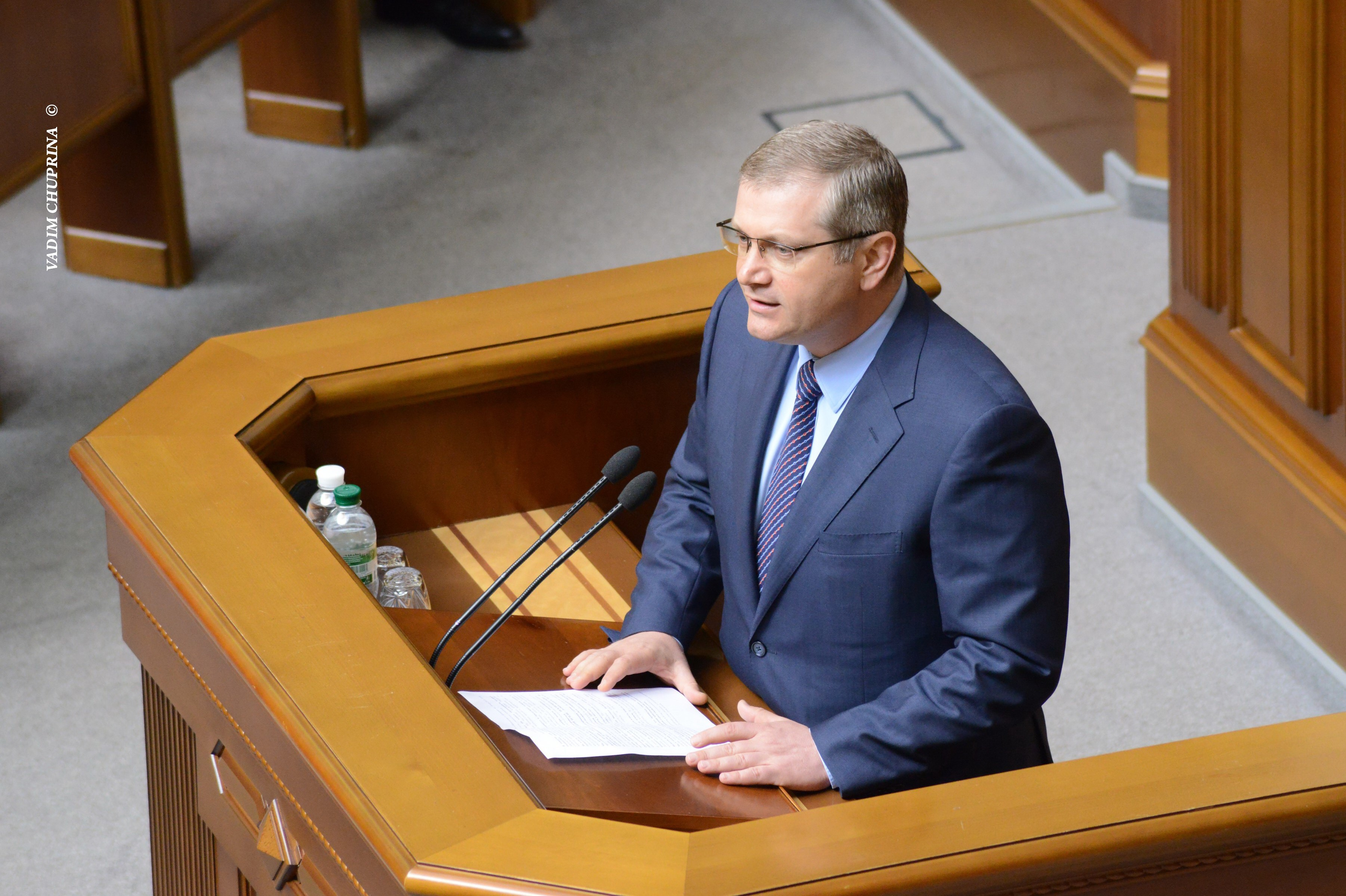
У Верховній раді, 2015

Активісти Євромайдану звинувачували Вілкула в організації «тітушок» для боротьби з демонстрантами на підтримку Євромайдану в Дніпрі 26 січня 2014 року.
5 вересня 2019 року прокуратура висунула Вілкулу підозру, разом із Дмитром Колєсніковим. Обох оголосили в розшук. 16 вересня, рішенням Жовтневого суду Дніпра, вимога прокуратури про взяття під варту була відхилена, звинувачених відпущено на поруки за заявою нардепа Дмитро Шпенов.

## Нагороди
- Заслужений працівник промисловості України (серпень 2005)[34].
- Почесна грамота Кабінету Міністрів України (2004)[35].
- Орден «За заслуги» III (червень 2008)[36], II ступенів (серпень 2011)[37].
- Почесний громадянин Дніпропетровська (2013)[38].
- Медаль «Золотий тризуб», відзнака Міністерства оборони України (2023)[39]

## Родина
- Дружина — Олена Анатоліївна (1978) — домогосподарка;
- Донька — Марія;
- Батько — Вілкул Юрій Григорович[40].
- Мати — домогосподарка, уродженка Краснодарського краю РРФСР.
- Цивільна дружина (станом на 2019 рік) — Ляшенко Марія. Згідно з розслідуваннями, вона володіє майном на $1млн[41].